# Ак-Колот
Ак-Колот (кирг. Ак-Колот) — село в Кара-Сууском районе Ошской области Кыргызстана. Входит в состав Сары-Колотского айылного аймака.

## География
Село расположено в северо-западной части области, на расстоянии приблизительно 13 километров (по прямой) к юго-востоку от города Кара-Суу, административного центра района.

## Население
Согласно оценочным данным Национального статистического комитета Кыргызской Республики, численность населения села на начало 2023 года составляла 946 человек.
| год     | 2009 | 2014 | 2015 | 2020 | 2021 | 2023 |
| ------- | ---- | ---- | ---- | ---- | ---- | ---- |
| человек | 1015 | 578  | 595  | 832  | 849  | 946  |